# Isoconazol
Isoconazol ist ein Arzneistoff aus der Gruppe der Azol-Antimykotika. Das Nitratsalz dieser Substanz wird zur lokalen Behandlung von Dermatomykosen eingesetzt. Isoconazol ist ein Isomer von Miconazol. Isoconazol wurde 1970 von Janssen patentiert.

## Klinische Angaben

### Anwendungsgebiete (Indikationen)
Isoconazol wird zur Behandlung oberflächlicher Pilzinfektionen der Haut, einschließlich des klassischen Fußpilzes und der Genitalregion sowie der Baerensprungschen Krankheit eingesetzt.

### Gegenanzeigen (Kontraindikationen)
Isoconazol ist bei einer bekannten Überempfindlichkeit gegen diesen Wirkstoff kontraindiziert.

### Wechselwirkungen
Bei lokaler Anwendung sind keine Wechselwirkungen mit anderen Arzneistoffen bekannt.

### Nebenwirkungen
Bei der lokalen Anwendung mit Isoconazol konnten in einzelnen Fällen Jucken, Brennen, Erythem oder Vesikelbildung sowie allergische Hautreaktionen beobachtet werden.

## Pharmakologie

### Wirkweise (Pharmakodynamik)
Isoconazol ist ein topisch angewendetes Antimykotikum. Sein Wirkspektrum schließt Dermatophyten, Hefen, hefeartige Pilze und Schimmelpilze ein. Darüber hinaus besitzt Isoconazol eine wachstumshemmende Wirkung auf grampositive Bakterien und Trichomonaden. Seine Wirkung beruht unter anderem auf einer Zerstörung der Zellmembranstrukturen mit einem Verlust an ATP als Folge.

## Chemie

### Stereoisomerie
Isoconazol enthält ein Stereozentrum, ist also chiral. Es gibt also zwei Enantiomere, (R)- und (S)-1-{2-(2,4-Dichlorphenyl)-2-[(2,6)-dichlorbenzyl)oxy]phenylethyl}imidazol. Der Arzneistoff Isoconazol wird als Racemat [1:1-Gemisch der (R)-Form und der (S)-Form] eingesetzt.

## Handelspräparate
- Travogen (A, CH), Gyno-Travogen (A, CH)
- Kombination mit Diflucortolonvalerat: Travocort (D, A, CH)